# Капо ди Рио (Мачерата)
Капо ди Рио (итал. Capo di Rio) насеље је у Италији у округу Мачерата, региону Марке.
Према процени из 2011. у насељу је живело 22 становника. Насеље се налази на надморској висини од 440 м.